# Bathyspinula tasmanica
Bathyspinula tasmanica är en musselart som först beskrevs av Knudsen 1970.  Bathyspinula tasmanica ingår i släktet Bathyspinula och familjen tandmusslor. Inga underarter finns listade i Catalogue of Life.